# Kryniczanka (woda mineralna)

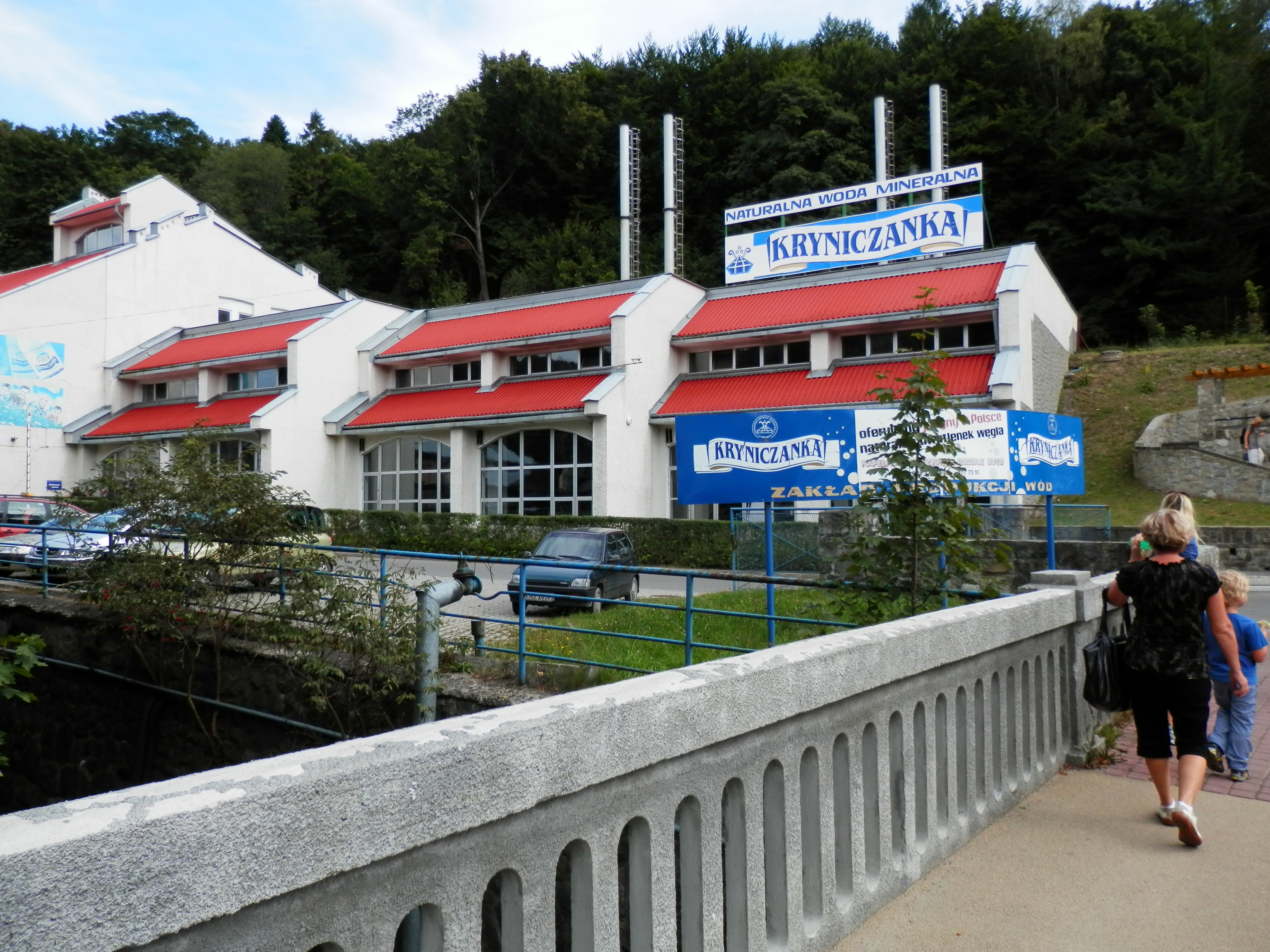

Kryniczanka – naturalna woda mineralna wydobywana w Krynicy-Zdroju ze źródła Zdrój Główny. Właścicielem marki jest Uzdrowisko Krynica Żegiestów S.A..

## Skład mineralny
Najważniejsze składniki występujące w Kryniczance
| Nazwa           | Wzór chemiczny | Zawartość [mg/l] |
| Aniony          | Aniony         | Aniony           |
| --------------- | -------------- | ---------------- |
| wodorowęglanowy | HCO3−          | 1818,34          |
| siarczanowy     | SO42−          | 19,58            |
| chlorkowy       | Cl−            | 8,86             |
| fluorkowy       | F−             | 0,13             |
| Kationy         |                |                  |
| wapniowy        | Ca2+           | 436,87           |
| magnezowy       | Mg2+           | 68,64            |
| sodowy          | Na+            | 43,33            |
| potasowy        | K+             | 5,01             |
| litowy          | Li+            | 0,163            |

Suma składników stałych wynosi 2459,535 mg/dm3
Kryniczanka jest nasycona dwutlenkiem węgla pochodzącym z procesów pomagmowych związanych z wypiętrzaniem Karpat.

## Historia
Walory źródła Zdrój Główny odkryto w roku 1793. W 1808 przy zdroju uruchomiono rozlewnię wód, pierwszą rozlewnię wody mineralnej na ziemiach polskich. Wodę rozlewano wtedy do kamionkowych naczyń. Problemem był transport, gdyż naczynia te często rozbijały się na wyboistych drogach Galicji. W 1810 sprzedano 15 tysięcy butli krynickiej wody.
W 1935 w Krynicy rozlewano ok. 400 tys. litrów wód rocznie. W XXI w. rozlewa się rocznie ok. 13 mln litrów Kryniczanki.

## Produkty
Obecnie Kryniczanka sprzedawana jest w następujących opakowaniach:
- butelka 0,33 l typu standard (zwrotna i bezzwrotna)
- butelka 0,33 l typu Witold (zwrotna i bezzwrotna)
- butelka PET 0,5 l
- butelka PET 1,5 l

W każdym opakowaniu dostępna jest woda gazowana i niegazowana.